# Исследовательский реактор ИР-100
ИР-100 — исследовательский ядерный реактор, построенный и введенный в эксплуатацию в Севастопольском высшем военно-морском инженерном училище в 1967 году, готовившим специалистов для атомного подводного флота.
Реактор ИР-100 используется для проведения научно-исследовательских и учебных работ в области молекулярной и ядерной физики, радиационной химии, для производства радиоактивных изотопов, приборов и оборудования, облученных в полях гамма-квантов, а также для подготовки специалистов по эксплуатации ядерных реакторов.
Ныне эксплуатируется Институтом ядерной энергии и промышленности, входящим в Севастопольский государственный университет.
В конце марта 2014 года ядерный реактор ИР-100 был на время остановлен и законсервирован.

## Конструкция
Реактор ИР-100 гетерогенный, на тепловых нейтронах, бассейнового типа с использованием в качестве замедлителя и теплоносителя обессоленную воду.
Конструктивно реактор изготовлен в форме бака диаметром 1800 мм и высотой 4400 мм, на днище которого на специальной подставке расположена активная зона с графитовым отражателем. Бак реактора размещен в колодце, который находится в массиве биологической защиты. Активная зона имеет форму шестигранной призмы и формируется из тепловыделяющих кассет (фрагментов), которые хвостовиками установлены в направляющую решетку. Высота активной зоны 500 мм, диаметр призмы 460 мм.
Реактор укомплектован несколькими экспериментальными устройствами:
- откаточный короб размером 800 × 800 мм;
- тепловая колонна размером 1200 × 1200 мм;
- пневмопочта диаметром 30 мм;
- горизонтальные экспериментальные каналы диаметром 100 мм (3 штуки)
- вертикальные экспериментальные каналы диаметром 76мм (2 штуки) и диаметром 48 мм (6 штук)
- центральный экспериментальный канал диаметром 36 мм (1 штука)
- горячая камера;
- экспериментальная установка «сигма-сигма».

## Технические характеристики
Нейтронно-физические характеристики реактора следующие:
- тепловая мощность 200 кВт (используя подкритическую сборку ИР-200)
- максимальная температура ТВЭЛа 373 К ;
- максимальная температура на выходе из активной зоны 328 К;
- максимальные значения плотности потока тепловых нейтронов в центре активной зоны 6,4·1012 (см2·с)−1;
- замедлитель и теплоноситель — обессоленная вода.
- отражатель — обессоленная вода, графит.
- величины плотности потока тепловых нейтронов в различных экспериментальных каналах при мощности 200 кВт от 0,2·1012 до 7,4·1012 (см2·с)−1